# Slatina (Svitavyi járás)
Slatina település Csehországban, a Svitavyi járásban. Slatina Rudná, Velké Opatovice, Bělá u Jevíčka, Březina, Želivsko, Horní Smržov és Roubanina településekkel határos. Lakosainak száma 164 fő (2024. január 1.).

## Népesség
A település lakosságának változását az alábbi diagram mutatja:
| Lakosok száma | 309  | 328  | 357  | 240  | 168  | 113  | 149  | 154  | 160  | 164  |
|               | 1869 | 1890 | 1921 | 1950 | 1980 | 2001 | 2017 | 2019 | 2022 | 2024 |